# Ama (Shimane)
Ama (海士町 Ama-chō?) es un pueblo localizado en la prefectura de Shimane, Japón. En junio de 2019 tenía una población estimada de 2.280 habitantes y una densidad de población de 68,2 personas por km². Su área total es de 33,44 km².

## Demografía
Según los datos del censo japonés, esta es la población de Ama en los últimos años.
| Año del censo | Población |
| ------------- | --------- |
| 1995          | 2.857     |
| 2000          | 2.672     |
| 2005          | 2.581     |
| 2010          | 2.374     |
| 2015          | 2.353     |